# Antoine-Laurent de Lavoisier
Antoine-Laurent de Lavoisier (Parigi, 26 agosto 1743 – Parigi, 8 maggio 1794) è stato un chimico, biologo, filosofo ed economista francese.

Firma di Lavoisier

Fu uno dei più importanti personaggi della storia della scienza: enunciò la prima versione della legge di conservazione della massa nel 1789 (in una reazione chimica la somma della massa delle sostanze di partenza o reagenti deve essere uguale alla somma della massa di ciascuna delle sostanze, o prodotti, che si ottengono), battezzò l'ossigeno (1778) e l'idrogeno (1783), confutò la teoria del flogisto e aiutò a riformare la nomenclatura chimica. È universalmente riconosciuto come il "padre della chimica". È considerato anche il padre della moderna scienza della nutrizione, in quanto primo a scoprire il metabolismo del corpo umano. 
È stato anche il primo a scoprire la stretta relazione esistente fra combustione e respirazione polmonare mettendo in rilievo il ruolo svolto dall'aria in ambedue i processi.
La moglie Marie-Anne Paulze Lavoisier fu chimico, traduttrice, divulgatrice e illustratrice. Lavoisier fu anche, essendo di nascita nobiliare, un potente membro di vari consigli aristocratici, fra cui la Società filomatica francese. Le sue attività politiche ed economiche gli consentirono di finanziare la sua ricerca scientifica. A causa del suo ruolo di esattore fiscale, venne però considerato coinvolto con la monarchia deposta dalla Rivoluzione francese, cosa che gli costò la vita: Lavoisier venne infatti accusato di tradimento, condannato a morte e ghigliottinato nel 1794.

## Biografia
Nato il 26 agosto 1743 a Parigi, Antoine Laurent Lavoisier frequentò il Collège des Quatre-Nations dal 1754 al 1761, studiando chimica, botanica, astronomia e matematica. Chimico, naturalista, astronomo, economista, Lavoisier delineò, a partire dagli anni sessanta del secolo, con una serie ininterrotta di ricerche, una nuova rivoluzionaria immagine della chimica. La sua prima pubblicazione di chimica apparve nel 1764. Nel 1767 lavorò su uno studio geologico dell'Alsazia-Lorena. Venne eletto membro dell'Accademia francese delle scienze nel 1768 all'età di 25 anni. Nel 1771, sposò la tredicenne Marie-Anne Pierrette Paulze, che divenne nel tempo una sua collaboratrice scientifica, tradusse opere dall'inglese e illustrò i suoi libri. A partire dal 1775 servì nell'Amministrazione delle polveriere reali, dove il suo lavoro portò a miglioramenti nella produzione di polvere da sparo e all'introduzione di un nuovo metodo per la preparazione del salnitro.

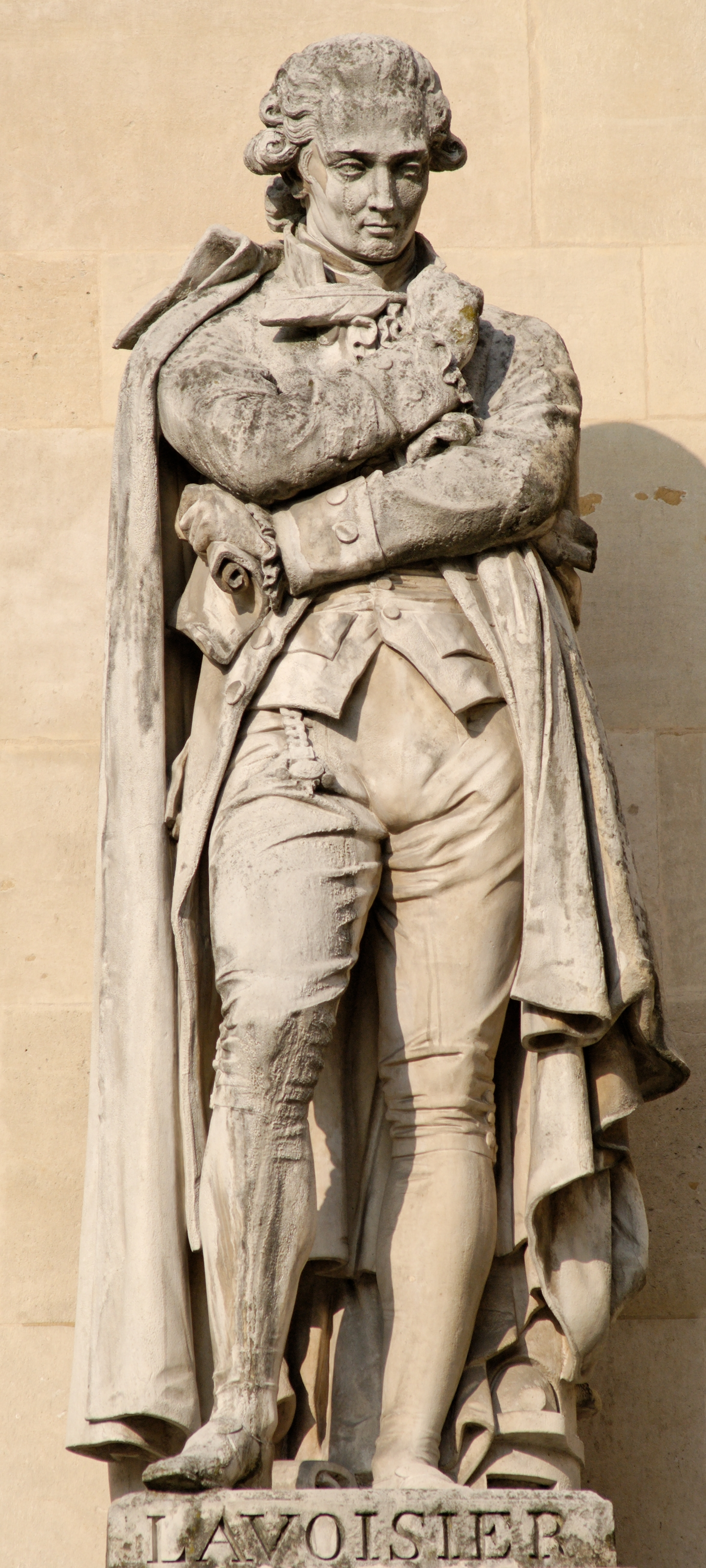
Lavoisier, di Jacques-Léonard Maillet, Louvre

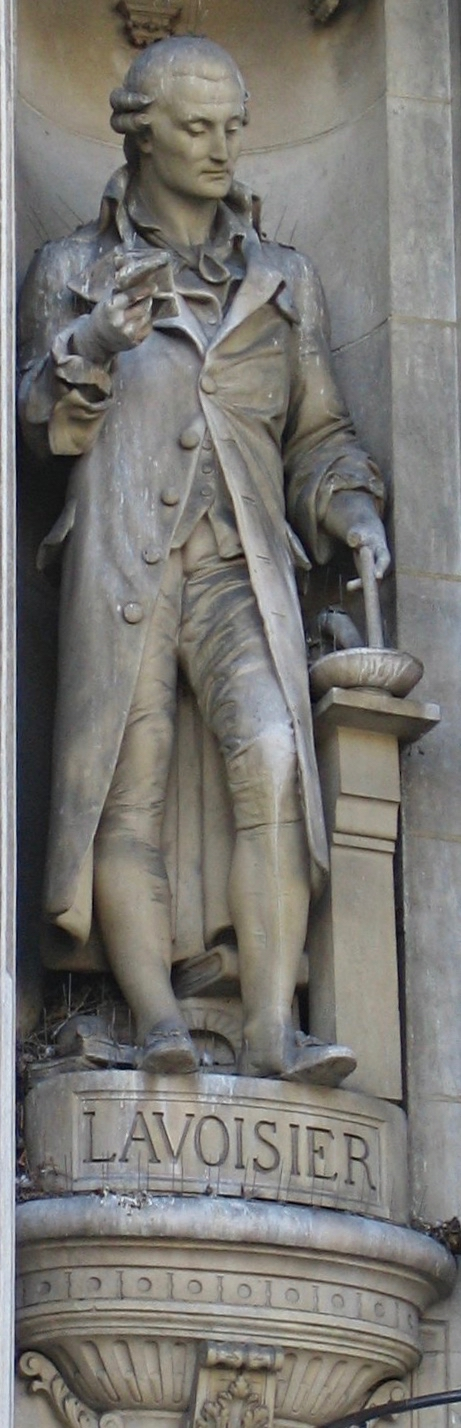
Statua di Lavoisier all'Hôtel de Ville, Parigi

Alcuni dei più importanti esperimenti di Lavoisier esaminarono la natura della combustione. Attraverso questi esperimenti, dimostrò che la combustione è un processo che coinvolge la combinazione di una sostanza con l'ossigeno. Dimostrò anche il ruolo dell'ossigeno nella respirazione di animali e piante, così come nell'arrugginimento del metallo. La spiegazione data da Lavoisier alla combustione rimpiazzò la teoria del flogisto, la quale postulava che i materiali, quando bruciano, rilasciano una sostanza chiamata flogisto. Scoprì inoltre che l'aria infiammabile di Henry Cavendish che chiamò idrogeno (dal greco "formatore d'acqua"), si combinava con l'ossigeno per produrre una rugiada che, come aveva riportato Joseph Priestley, appariva essere acqua. Il lavoro di Lavoisier era parzialmente basato su quello di Priestley. 
In Sur la combustion en general, del 1777 e in Considérations Générales sur la Nature des Acides, del 1778, Lavoisier dimostrò che l'"aria" responsabile della combustione era anche fonte di acidità. Nel 1779, chiamò questa parte dell'aria "ossigeno" (dal greco "formatore d'acido"), e l'altra "azoto" (dal greco "senza vita"). In Reflexions sur le Phlogistique, 1783, Lavoisier mostrò che la "teoria del flogisto" era inconsistente.
Gli esperimenti di Lavoisier furono tra i primi esperimenti chimici veramente "quantitativi" a essere condotti. Egli dimostrò che, anche se la materia cambia il suo stato con una reazione chimica, la quantità di materia è la stessa all'inizio e alla fine di ogni reazione. Bruciando fosforo e zolfo nell'aria, dimostrò che il prodotto pesava più della materia iniziale e il peso acquisito era stato preso dall'aria. Questi esperimenti fornirono la prova per la legge di conservazione della massa (in una reazione chimica la somma delle masse dei reagenti è esattamente uguale alla somma delle masse dei prodotti). Lavoisier investigò anche sulla composizione dell'acqua, e battezzò i suoi componenti come ossigeno e idrogeno. Assieme al chimico francese Claude Louis Berthollet e ad altri studiosi, Lavoisier ideò una nomenclatura chimica, ovvero un sistema di nomi che serve da base al sistema moderno. Descrisse il tutto nel suo Méthode de nomenclature chimique (Metodo di nomenclatura chimica, 1787). Questo sistema viene ancor oggi largamente usato, compresi i nomi di acido solforico, solfati e solfiti.

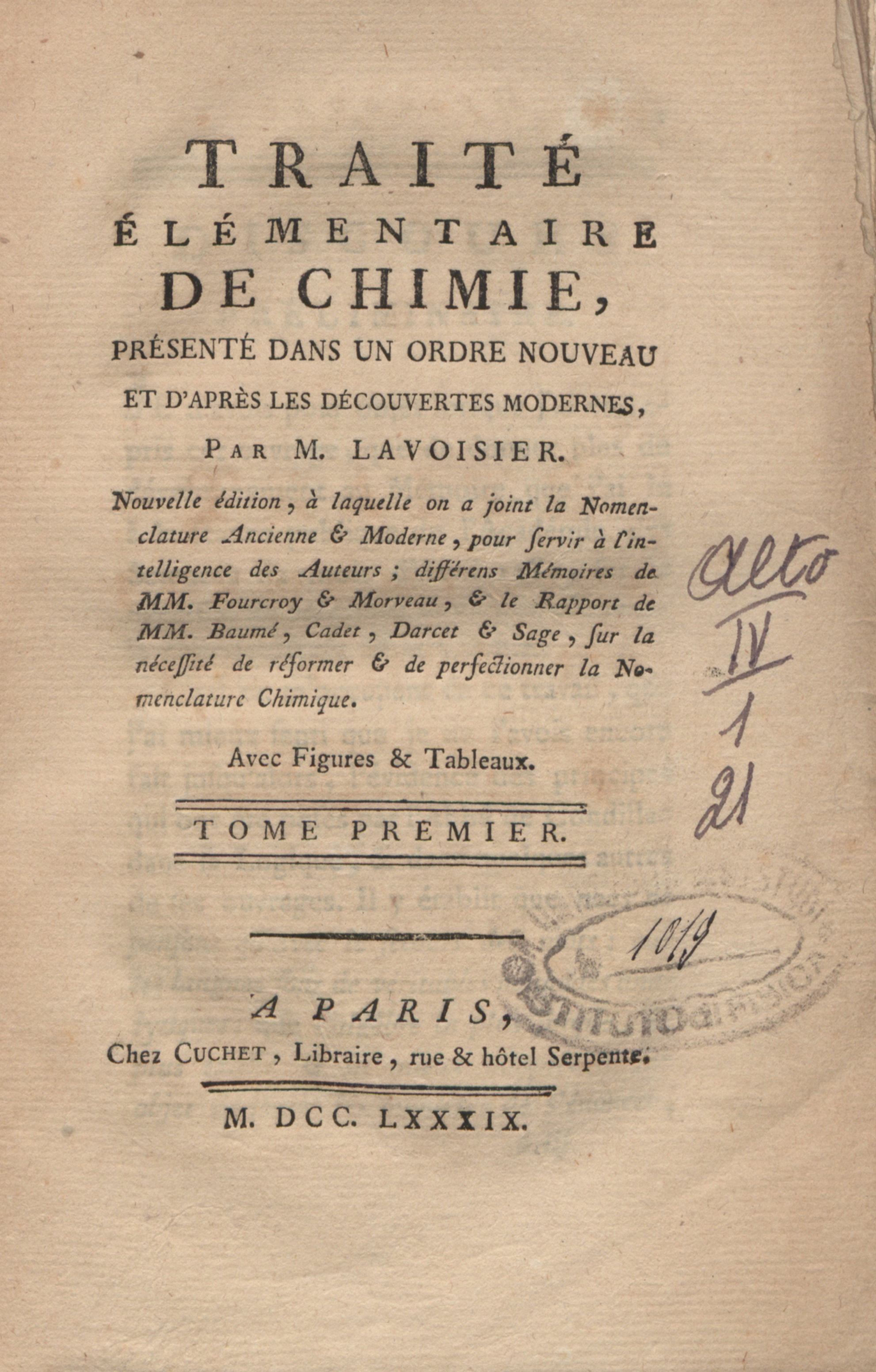
Traité élémentaire de chimie

Il suo Traité élémentaire de chimie (Trattato di chimica elementare, 1789), è considerato il primo moderno libro di testo di chimica; presentava una visione unificata delle nuove teorie della chimica, negava l'esistenza del flogisto e conteneva una chiara enunciazione della "legge di conservazione della materia": «Rien ne se perd, rien ne se crée» "Nulla si perde, nulla si crea" (Albert Einstein, più di cent'anni dopo, riformulò questa legge in altri termini). Inoltre, Lavoisier chiarificò il concetto di elemento come sostanza semplice che non può essere scomposta da nessun metodo conosciuto dell'analisi chimica, e concepì una teoria della formazione dei composti chimici a partire dagli elementi. In aggiunta stilò una lista di elementi, o sostanze, che non potevano essere scomposte, che includeva ossigeno, azoto, idrogeno, fosforo, mercurio, zinco, e zolfo. La sua lista, comunque, includeva anche luce e calorico, che credeva essere sostanze materiali.

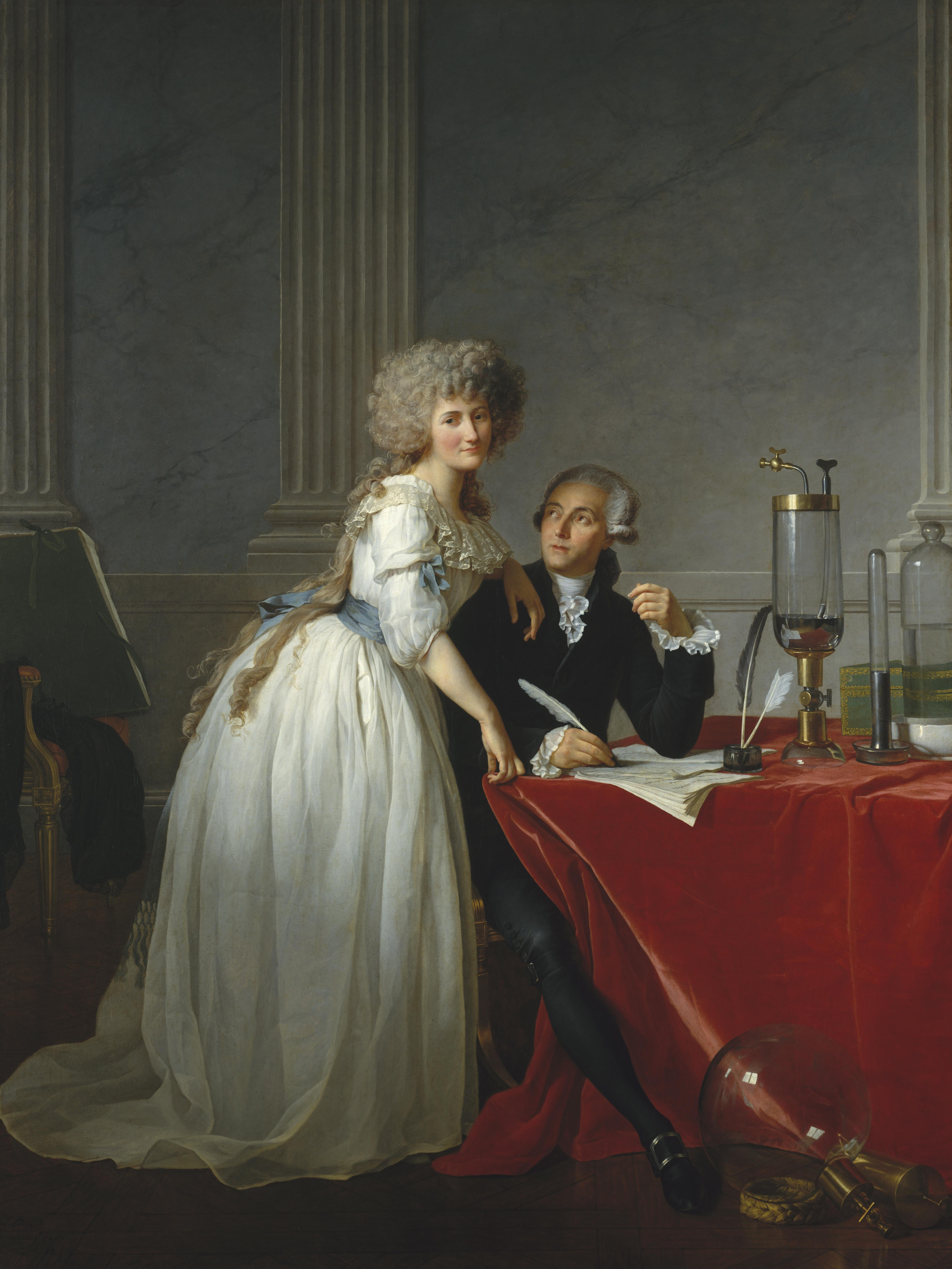
Ritratto di Lavoisier con la moglie, di Jacques-Louis David (1788)

Con i suoi contributi, Lavoisier cercò di far rientrare tutti gli esperimenti chimici all'interno di una singola struttura di teorie. Egli stabilì l'uso consistente della bilancia chimica, usò l'ossigeno per rovesciare la "teoria del flogisto", e sviluppò un nuovo sistema di nomenclatura chimica, che sosteneva che l'ossigeno era un costituente essenziale di tutti gli acidi. Per la prima volta la nozione moderna di elementi viene impostata sistematicamente; i pochi elementi della chimica classica fecero strada al sistema moderno, e Lavoisier elaborò le reazioni nelle equazioni chimiche che rispettavano la conservazione della massa (come per esempio il ciclo dell'azoto).
Creò anche la prima rivista di chimica specializzata, Annales de chimìe (In Italiano "Annali di chimica").

### Condanna a morte
Lavoisier era stato fin dal 1769 un fermier général, cioè un esattore in appalto di vari tipi di tasse. Nello svolgere questa attività aveva cercato di introdurre riforme nel sistema monetario e fiscale francese. Inoltre, aiutò il governo a sviluppare il sistema metrico decimale, per garantire l'uniformità di pesi e misure in tutta la Francia. Nel 1790 l'assemblea costituente aveva abolito la Ferme e aveva affidato il compito della riscossione delle tasse all'amministrazione pubblica.
Alla fine del 1793 fu decretato l'arresto per tutti i dirigenti della Ferme générale. Lavoisier cercò invano di dimostrare che egli non ricopriva più il ruolo di fermier da tre anni. Confidando nella sua popolarità e non avendo nulla da nascondere, si presentò spontaneamente al magistrato e si affidò alla giustizia (Lavoisier fu tra i soli 28 ex esattori francesi che non avevano lasciato precipitosamente il territorio nazionale), ma fu comunque accusato di tradimento.
A Lavoisier in particolare non fu perdonata la proposta di circondare Parigi con un muro per ostacolare l'evasione del dazio: «Le mur murant Paris rend Paris murmurant» ("Il muro che mura Parigi rende Parigi mormorante"). Secondo una diffusa leggenda, a chi gli faceva osservare che Lavoisier fosse uno scienziato, il giudice Jean-Baptiste Coffinhal, presidente del tribunale rivoluzionario, avrebbe risposto: «La République n'a pas besoin de savants, ni de chimistes; le cours de la justice ne peut être suspendu» ("La Repubblica non ha bisogno di dotti, né di chimici; il corso della giustizia non può essere sospeso").
Il tribunale rivoluzionario lo condannò a morte. Lavoisier, assieme al suocero e agli altri colleghi, salì sulla ghigliottina l'8 maggio 1794. Aveva 50 anni e venne sepolto nel cimitero di Errancis.
Scienziato fino all'ultimo, sembra abbia chiesto a un suo domestico di verificare se la morte sulla ghigliottina fosse istantanea oppure no. Si sforzò di battere le ciglia finché gli fu possibile, e il domestico annotò che l'ultimo battito di ciglia fu quindici secondi dopo la decapitazione. Questo episodio potrebbe essere soltanto un aneddoto, in quanto non risulta che siano pervenuti gli appunti originali, tuttavia ha causato una serie di successive verifiche sperimentali che hanno sostanzialmente confermato che il cervello e i muscoli facciali restano attivi per diverso tempo dopo il distacco dal corpo.
La sua importanza per la scienza venne espressa dal matematico e astronomo torinese Joseph-Louis Lagrange che si dolse della decapitazione dicendo:
(Joseph-Louis Lagrange.)

## Opere
- Trattato elementare di chimica  (1789)
- (FR) Opuscules physiques et chymiques, Paris, Pierre François Didot (il giovane), 1774.
- (FR) Nomenclature chimique, A Paris, chez Cuchet, 1789. URL consultato il 6 marzo 2015.
- (FR) Traité élémentaire de chimie. 1, A Paris, chez Cuchet, 1789. URL consultato il 6 marzo 2015.
- (FR) Traité élémentaire de chimie. 2, A Paris, chez Cuchet, 1789. URL consultato il 6 marzo 2015.

## Intitolazioni
Il suo nome è inciso sulla Torre Eiffel.